# Мвемба а Нзинга
Мвемба а Нзинга (1456/7—1542/3) — правитель (мвене) государства Конго в 1509—1542/3 годах. После принятия христианства фигурировал в португальских источниках как король Афонсу I.
Вместе с отцом Нзинга а Нкуву принял христианство от португальских миссионеров, однако отказался принять свод португальских законов. Предпринял попытку массовых преобразований в Конго, в основном связанных с созданием в стране Римско-католической церкви. Расширил границы империи, в серии писем 1526 года активно выступал против европейской работорговли.
Мвемба а Нзинга получил роль правителя Конго в компьютерной глобальной пошаговой стратегии Цивилизация VI.